# 伊東正仁
伊東 正仁（いとう しょうじ、1960年1月20日 - ）は、日本の実業家。日本地震再保険株式会社代表取締役社長。

## 人物・経歴
奈良県出身。
1984年3月京都大学経済学部卒業、1984年4月日本火災海上保険株式会社（現：損害保険ジャパン株式会社）入社。
2013年4月日本興亜損害保険株式会社（現：損害保険ジャパン株式会社）執行役員千葉支店長、株式会社損害保険ジャパン（現：損害保険ジャパン株式会社）執行役員千葉支店特命部長。
2013年10月株式会社損害保険ジャパン執行役員千葉支店長。
2014年9月損害保険ジャパン日本興亜株式会社執行役員千葉支店長。
2015年4月損害保険ジャパン日本興亜株式会社取締役常務執行役員、損保ジャパン日本興亜ホールディングス株式会社（現：SOMPOホールディングス株式会社）常務執行役員。
2015年6月損保ジャパン日本興亜株式会社取締役常務執行役員。
2016年10月SOMPOホールディングス株式会社取締役常務執行役員。
2018年4月損害保険ジャパン日本興亜株式会社取締役専務執行役員。2020年4月損害保険ジャパン株式会社顧問。2015年4月より人事担当として、「DIVERSITY FOR GROWTH」に精力的に取り組んだ。
2020年6月日本地震再保険株式会社代表取締役社長。